# Liga Premier de Bermudas 2020-21
La Liga Premier de Bermudas 2020-21 fue la edición número 58 de la Liga Premier de Bermudas.

## Formato
En esta temporada participan 11 equipos los cuales juegan entre sí mediante sistema de todos contra todos dos veces totalizando 20 partidos cada uno. Al término de la temporada el club con mayor puntaje será campeón y de cumplir los requisitos podrá participar en la CONCACAF Caribbean Club Shield 2022, por otro lado los tres últimos clasificados descenderán a la Primera División de Bermudas; ya que la temporada 2021-22 disminuirán a 10.

## Equipos participantes
| Pos.   | Equipo                 |
| ------ | ---------------------- |
| 1      | North Village Rams     |
| 2      | Dandy Town Hornets     |
| 3      | Robin Hood FC          |
| 4      | PHC Zebras             |
| 5      | Somerset Trojans       |
| 6      | Southampton Rangers SC |
| 7      | Devonshire Cougars     |
| 8      | X-Roads Warriors       |
| 9      | Somerset Eagles RC     |
| 1 (SD) | Devonshire Colts       |
| 2 (SD) | St. George's Colts     |

## Tabla de posiciones
Actualizado el 5 de Diciembre de 2020.
| Pos. | Equipo                 | PJ | PG | PE | PP | GF | GC | DG  | Pts. | Clasificado a                                 |
| ---- | ---------------------- | -- | -- | -- | -- | -- | -- | --- | ---- | --------------------------------------------- |
| 1    | Robin Hood FC          | 8  | 7  | 1  | 0  | 26 | 5  | +21 | 22   | Campeón y CONCACAF Caribbean Club Shield 2022 |
| 2    | Devonshire Cougars     | 9  | 5  | 2  | 2  | 17 | 8  | +9  | 17   |                                               |
| 3    | Dandy Town Hornets     | 8  | 4  | 3  | 1  | 15 | 9  | +6  | 15   |                                               |
| 4    | PHC Zebras             | 8  | 4  | 2  | 2  | 14 | 13 | +1  | 14   |                                               |
| 5    | Somerset Trojans       | 8  | 4  | 2  | 2  | 8  | 8  | 0   | 14   |                                               |
| 6    | North Village Rams     | 7  | 3  | 2  | 2  | 9  | 9  | 0   | 11   |                                               |
| 7    | Devonshire Colts       | 8  | 2  | 2  | 4  | 15 | 13 | +2  | 8    |                                               |
| 8    | Southampton Rangers SC | 8  | 2  | 2  | 4  | 8  | 12 | -4  | 8    |                                               |
| 9    | St. George's Colts     | 9  | 1  | 2  | 6  | 5  | 13 | -8  | 5    | Primera División 2021-22                      |
| 10   | X-Roads Warriors       | 8  | 1  | 2  | 5  | 7  | 17 | -10 | 5    | Primera División 2021-22                      |
| 11   | Somerset Eagles RC     | 7  | 1  | 0  | 6  | 6  | 24 | -18 | 3    | Primera División 2021-22                      |